# 1162 Larissa
Larissa (asteroide 1162) é um asteroide da cintura principal com um diâmetro de 44,6 quilómetros, a 3,4910081 UA. Possui uma excentricidade de 0,1122237 e um período orbital de 2 848,17 dias (7,8 anos).
Larissa tem uma velocidade orbital média de 15,01997124 km/s e uma inclinação de 1,88805º.
Este asteroide foi descoberto em 5 de Janeiro de 1930 por Karl Reinmuth.